# Dryops ovatus
Dryops ovatus is een keversoort uit de familie ruighaarkevers (Dryopidae). De wetenschappelijke naam van de soort werd in 1890 gepubliceerd door Antoine Henri Grouvelle.